# Joyeux
Joyeux is een gemeente in het Franse departement Ain (regio Auvergne-Rhône-Alpes). De gemeente telt 206 inwoners (1999). De oppervlakte bedraagt 17,1 km², de bevolkingsdichtheid is 12,0 inwoners per km².

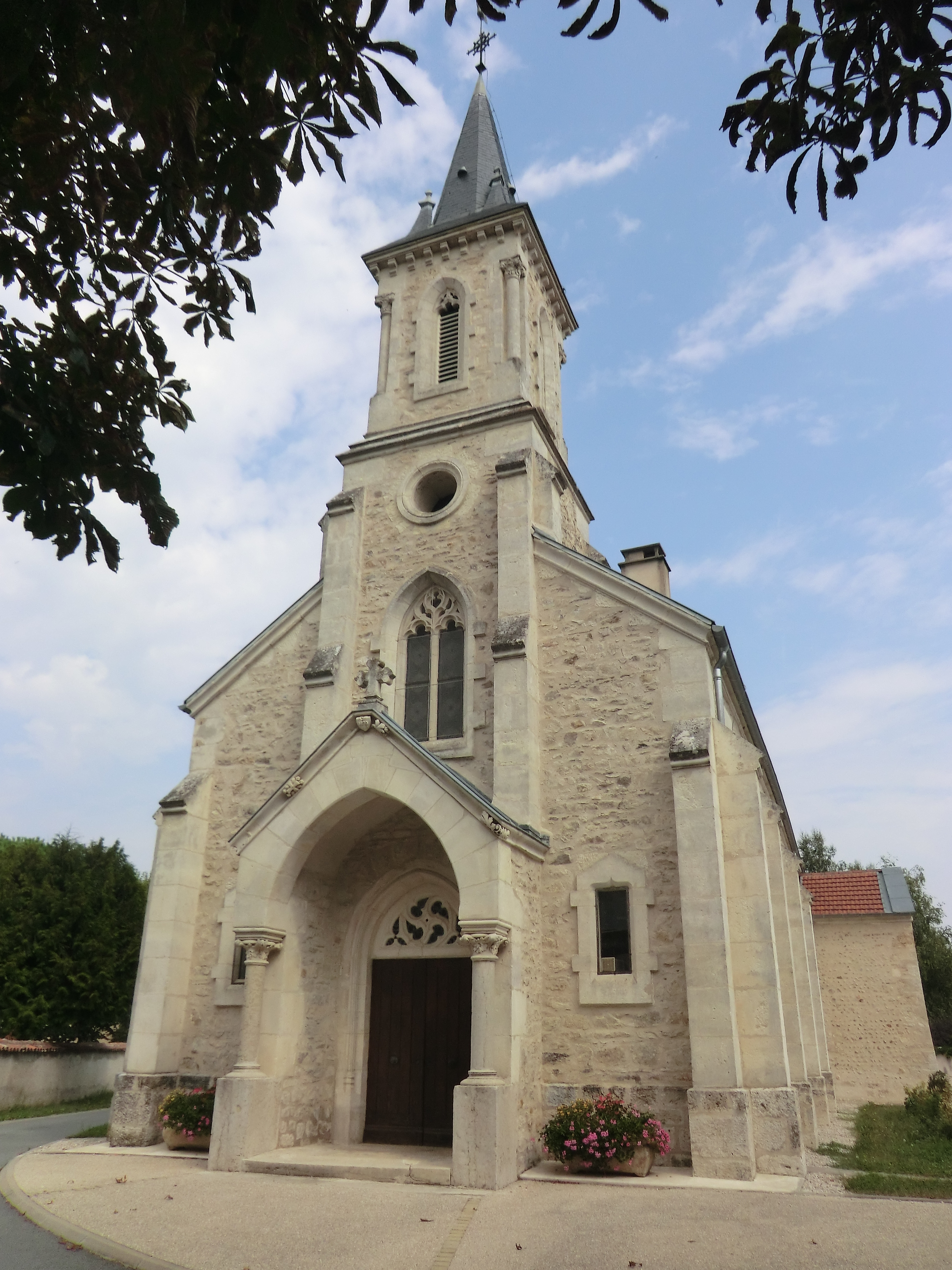
Église Saint-Martin

## Geografie
De onderstaande kaart toont de ligging van Joyeux met de belangrijkste infrastructuur en aangrenzende gemeenten.

## Bezienswaardigheden
- De Église Saint-Martin
- Het Château de Joyeux

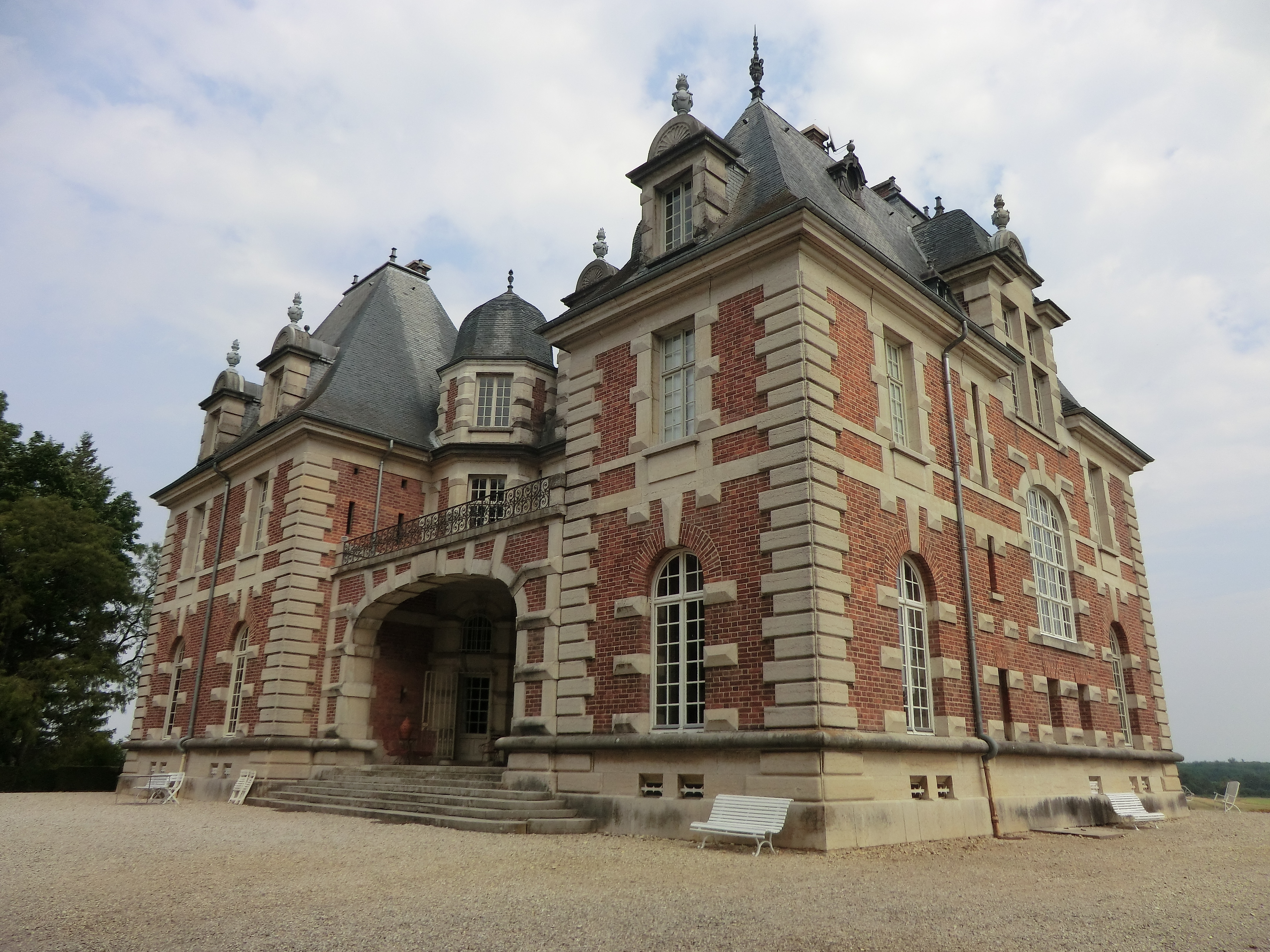
Château de Joyeux

## Demografie
Onderstaande figuur toont het verloop van het inwoneraantal van Joyeux vanaf 1962. De cijfers zijn afkomstig van het Frans bureau voor statistiek en bevatten geen dubbel getelde personen (volgens de gehanteerde definitie population sans doubles comptes).
Vanwege een beveiligingsprobleem met de MediaWiki Graph-software is het momenteel niet mogelijk deze grafiek weer te geven. Zodra de software is bijgewerkt zal de grafiek vanzelf weer zichtbaar worden.